# 福耳 THE BEST WORKS
『福耳 THE BEST WORKS』（ふくみみ・ザ・ベスト・ワークス）は福耳が2006年9月13日にリリースした初のベスト・アルバム。BMG JAPANより発売。

## 解説
1999年のCDデビューからこれまでに発売した全てのシングル表題曲に加え、参加アーティスト同士のコラボレーション楽曲を収録した初のベスト・アルバム。

## チャート成績
オリコンチャート3位を獲得した。

## 収録曲
1. 星のかけらを探しに行こう Again
  - 作詞:杏子 作曲:杏子・馬場一嘉 編曲:福耳Project
  - 初出：1stシングル（1999年7月14日）
  - 参加メンバー：杏子、山崎まさよし、スガシカオ
  - NHK BS 10周年 イメージソング
2. 10 Years After
  - 作詞:杏子・谷穂ちろる 作曲:山崎まさよし 編曲:スガシカオ・森俊之
  - 初出：2ndシングル（2002年7月17日）
  - 参加メンバー：杏子、山崎まさよし、スガシカオ、COIL、元ちとせ、野狐禅、スキマスイッチ、サンプリングサン
3. SUMMER of LOVE
  - 作詞:谷穂ちろる、作曲:佐藤洋介、編曲:間宮工
  - 初出：3rdシングル（2003年7月23日）
  - 参加メンバー：杏子、山崎まさよし、スガシカオ、COIL、元ちとせ
4. ALL OVER AGAIN
  - 作詞:谷穂ちろる、作曲:M&G、編曲:間宮工
  - 初出：3rdシングル「SUMMER of LOVE」
  - 参加メンバー：杏子、山崎まさよし、スガシカオ、COIL、元ちとせ
5. 惑星タイマー
  - 作詞・作曲・編曲:スキマスイッチ
  - 初出：4thシングル（2006年7月12日）
  - 参加メンバー：杏子、山崎まさよし、スガシカオ、COIL、あらきゆうこ(mi-gu)、元ちとせ、スキマスイッチ
  - TBS系ドラマ日曜劇場『誰よりもママを愛す』主題歌
  - Augusta Camp 2006オフィシャルテーマソング
  - 後にスキマスイッチが自身のアルバムでセルフカバーした。
6. イジメテミタイ (DrugOn Mix) / 杏子 Collaboration with スガシカオ
  - 作詞:スガシカオ・杏子、作曲:スガシカオ、編曲:間宮工
  - 初出：杏子5thアルバム「BLACKTHORN CIDER」（1999年3月3日）
7. はじめての気持ち / スガシカオ Collaboration with 岡本定義 (COIL)
  - 作詞・作曲・編曲:スガシカオ
  - 初出：スガシカオ5thアルバム「SMILE」（2003年5月7日）
8. カルテ / 山崎まさよし Collaboration with 杏子
  - 作詞・作曲・編曲:山崎将義
  - 初出：山崎まさよし4thアルバム「SHEEP」（1999年11月26日）
9. カウンセリング&メンテナンス / COIL Collaboration with あらきゆうこ
  - 作詞・作曲: オカモト・OK・サダヨシ、編曲: COIL
  - 初出：COIL6thシングル（2000年4月26日）
10. 桜夜風 / スキマスイッチ Collaboration with 山崎まさよし
  - 作詞・作曲・編曲:大橋卓弥・常田真太郎
  - 初出：スキマスイッチ1stアルバム「夏雲ノイズ」（2004年6月23日）
11. 名前のない鳥 / 元ちとせ Collaboration with 山崎まさよし
  - 作詞・作曲・編曲:山崎将義
  - 初出：元ちとせインディーズ・ミニ・アルバム「Hajime Chitose」（2001年4月9日）
  - 山崎まさよしのカバー
12. 永遠という場所 / 杏子 Collaboration with 山崎まさよし、COIL、スガシカオ
  - 作詞: 杏子、作曲:山崎将義、編曲:COIL
  - 初出：杏子13thシングル（1999年5月12日）
  - NHKアニメ『コレクター・ユイ』第一期オープニングテーマ

## 参加ミュージシャン
星のかけらを探しに行こうAgain
- 杏子：Vocal
- 山崎まさよし：Vocal,Guitar,Blues Harp
- スガシカオ：Vocal
- 間宮工：Guitar
- 中村"キタロー"幸司：Bass
- 森俊之：Keyboards
- 中村文俊：Manipulation

10 Years After
- 杏子：Vocal
- 山崎まさよし：Acoustic Guitar,Chorus
- スガシカオ：Electric Guitar,Chorus
- 元ちとせ：Bridge Voice
- COIL,竹原ピストル,濱坐宏哉,スキマスイッチ,サンプリングサン,あらきゆうこ：Chorus
- 森俊之：Keyboards
- 間宮工：Guitar
- 沼澤尚：Drums
- 松原秀樹：Bass

SUMMER of LOVE
- 杏子 with 山崎まさよし：Vocal
- スガシカオ,元ちとせ,COIL：Chorus
- 佐藤洋介,間宮工：Guitar
- 根岸孝旨：Bass, Sitar
- 湊雅史：Drums

ALL OVER AGAIN
- 杏子：Vocal
- 元ちとせ：Associate Vocal
- 山崎まさよし,スガシカオ,COIL,矢野仁志･田鹿祐一 from サンプリングサン:Chorus
- 間宮工：Guitar
- 森俊之：Keyboards
- 根岸孝旨：Bass
- あらきゆうこ：Drums
- グレート柴田グループ：Strings

惑星タイマー
- 杏子,山崎まさよし,スガシカオ,元ちとせ,大橋卓弥：Vocal, Chorus
- 常田真太郎：Piano,Other Instruments,Treatments
- 岡本定義：Electric Guitar
- あらきゆうこ：Drums
- 沖山優司：Bass
- 小倉博和：Acoustic Guitar,Electric Guitar
- 三沢またろう：Percussion
- 弦一徹ストリングス：Strings